# Музей на илюзиите
Музей на илюзиите е музей в София.
Част е от европейска група музеи, основана в Литва. Състои се от илюзии, които са свързани с оптични измами и възприемане на перспективите. Музеят е разположен на 400 m2 площ и е разделен на няколко зали: историческа зала с различни картини, зала с оптически илюзии, стая с фосфорен тапет, в която може да се рисува със светлина или да се остави отпечатък на сянката си върху стената, обърната стая.